# Liberty Tall Ships Regatta 2019
La Liberty Tall Ships Regatta 2019 est accueillie lors de l'Armada de Rouen 2019 se déroulant sur les quais de Seine du grand port maritime de Rouen du 6 au 16 juin 2019. C'est à l'occasion du 75e anniversaire du Débarquement de Normandie (D-Day) et de la libération des territoires occupés dans le nord-ouest de l'Europe qu'une flotte internationale de Tall Ships prend le départ pour une course reliant Rouen au port de Scheveningen à La Haye (Pays-Bas).

## La course
La course Liberty Tall Ships Regatta 2019 est une course de quatre jours à travers la Manche, entre la France et les Pays-Bas, qui est toujours une expérience de navigation exaltante et inoubliable pour les jeunes équipages. Elle est organisée au sein de l'organisation des Tall Ships' Races par Sail On Board .
L'utilisation de waypoints permet aux passionnés de voir les grands voiliers évoluer ensemble. le départ a lieu le dimanche 16 juin 2019, lors de la Grande Parade des Voiliers quittant les quais de Rouen pour rejoindre l'Estuaire de la Seine, puis le Pas de Calais pour rejoindre la mer du Nord.
Le port de Scheveningen à La Haye est le port final de la Liberty Tall Ships Regatta 2019. Le port est situé sur la côte ouest des Pays-Bas, juste à l'extérieur de la ville de La Haye, à environ 27 km au nord de Rotterdam et à 66 km d'Amsterdam. C'est la première fois que La Haye accueille une régate de grands voiliers.

## Bateaux inscrits au départ de Rouen
Ce classement de bateaux est fait selon la STI (Sail Training International).

### Classe A
Voiliers à phares carrés et autres de plus de 40 mètres de longueur de coque.
- Belem, trois-mâts barque de 1896  France,
- Cisne Branco, trois-mâts carré de 1999  Brésil,
- Cuauhtémoc, trois-mâts barque de 1982,  Mexique
- Eagle, trois-mâts barque de 1936  États-Unis
- Europa, trois-mâts barque de 1911  Pays-Bas
- Gulden Leeuw, goélette à hunier de 1937  Pays-Bas
- Loth Lorien, trois-mâts goélette de 1907  Pays-Bas
- Mir, trois-mâts carré de 1987  Russie
- Mircea, trois-mâts barque de 1938  Roumanie
- Morgenster, brick de 1919  Pays-Bas
- Oosterschelde, goélette à trois mâts de 1918  Pays-Bas
- Shabab Oman II, trois-mâts carré de 2014  Oman
- Shtandart, frégate de 1999  Russie
- Tenacious, trois-mâts barque de 2000  Royaume-Uni
- Wylde Sawn, goélette à hunier de 1920  Pays-Bas

### Classe B
Voiliers à gréement traditionnel, moins de 40 mètres de longueur de coque et plus de 9,14 mètres de longueur de flottaison.
- Atyla , goélette à hunier de 1984  Espagne
- Étoile, goélette à hunier de 1932  France
- JR Tolkien, goélette à hunier de 1964  Pays-Bas

## La course
Résultats de l'épreuve :
- Classe A : 1er Mir  Russie ; 2e Oosterschelde  Pays-Bas ; 3e Wylde Sawn  Pays-Bas ...
- Classe B : 1er JR Tolkien  Pays-Bas ; 2e Étoile  France...

## Galerie d'images
|           |
| SV Europa |

|           |
| Shtandart |

|       |
| Atyla |